# المركز القومي للبحوث (مصر)
المركز القومي للبحوث (بالإنجليزية: National Research Centre - NRC)‏ هو مركز حكومي بحثي مصري يتبع وزارة التعليم العالي والبحث العلمي، أنشئ طبقًا لقانون رقم 243 لسنة 1956، مر المركز ثلاث فترات منذ أنشائه فترة 1956 – 1968 تم التركيز على العلوم الاساسية وتنمية الكوادر العلمية البشرية، ثم فترة 1968 – 1973 تميزت بتفاعل أكبر من قطاعات الإنتاج والخدمات، ثم فترة 1973 حتى الآن تم التركيز على البحوث التعاقدية مع الهيئات الممولة والمستفيدة من البحث العلمى والأفراد المستفيدين سواء داخل أو خارج مصر.

## الأهداف
- إجراء بحوث أساسية وتطبيقية في المجالات المختلفة للعلوم والتكنولوجيا التي تخدم الاقتصاد القومى والمجتمع.
- تقديم الاستشارات العلمية للجهات المستفيدة.
- تقوية الروابط العلمية مع الهيئات المناظرة المحلية والعالمية.
- المساهمة الفعالة في نشر العلم والمعرفة.
- إعداد الكوادر العلمية.

## التشريعات المنظمة
- قانون رقم 243 لسنة 1956: بإنشاء هيئة مستقلة ذات شخصية اعتبارية يطلق عليها المركز القومى للبحوث وتلحق برئاسة مجلس الوزراء.[4]
- قرار رئيس الجمهورية رقم 2271 لسنة 1964: بنقل تبعية المركز القومي للبحوث لوزير البحث العلمي.[5]
- قرار رئيس الجمهورية رقم 65 لسنة 1966: بتعديل بعض أحكام القرار رقم 2271 لسنة 1964 بشأن المركز القومى للبحوث.[6]
- قرار رئيس الجمهورية رقم 980 لسنة 1968: بإعادة تنظيم المركز القومي للبحوث، وبإلغاء القرار رقم 2271 لسنة 1964 في شأن المركز القومي للبحوث والقرار المعدل له رقم 65 لسنة 1966.[7]
- قرار رئيس الجمهورية رقم 2617 لسنة 1971: بتنظيم أكاديمية البحث العلمى والتكنولوجيا ونقل تبعية المركز القومى للبحوث للأكاديمية ويكون لرئيس الأكاديمية السلطات التي كانت مخولة لوزير البحث العلمي.[8]
- قرار رئيس الجمهورية رقم 378 لسنة 1998: بشأن إعادة تنظيم المجلس الأعلى لمراكز ومعاهد البحوث بقطاع البحث العلمي وتعديل اسمه إلى مجلس المراكز والمعاهد والهيئات البحثية التابعة لوزير الدولة لشئون البحث العلمي.[9]
- قرار رئيس الجمهورية رقم 410 لسنة 2021: باصدار اللائحة التنفيذية للمركز القومي للبحوث.[10]